# Fil d'Ariane (plongée)
Pour les articles homonymes, voir Fil d'Ariane.

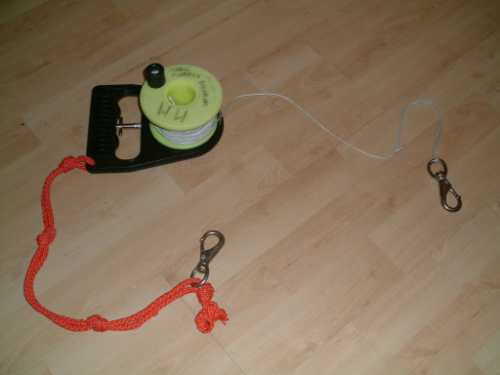
Un dévidoir avec une bobine de 50 m de fil

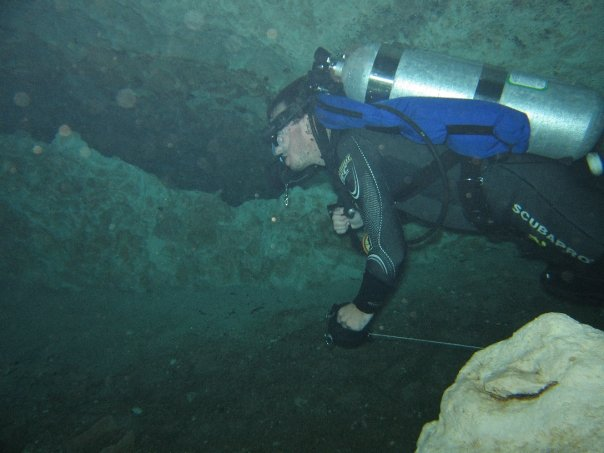
Un plongeur souterrain déroulant un fil d'Ariane pour s'assurer de trouver la sortie

Un fil d'Ariane est, en plongée souterraine ou en plongée sur épave, le filin que le plongeur déroule derrière lui afin de pouvoir retrouver la sortie au retour, surtout si la visibilité est médiocre ou nulle en raison des particules en suspension dans l'eau. 
Il est bobiné sur un dévidoir. Le plongeur veille à l'attacher régulièrement à la paroi afin qu'il ne s'emmêle pas. Les parties reconnues de siphons sont généralement équipées de fil d'Ariane fixe que le plongeur n'a plus qu'à suivre pour franchir le siphon ou poursuivre son exploration. Le plongeur ne doit jamais lâcher le filin et, idéalement, celui-ci portera des marques régulières (indications de métrage, flèches, élastiques de chambre à air), indiquant clairement la direction de la sortie. Les conventions utilisées doivent permettre à un plongeur de retrouver le chemin de sortie au toucher seul, en absence totale de visibilité. Des techniques existent pour retrouver le fil au cas où le plongeur l'aurait perdu dans l'eau trouble (usage d'un dévidoir secondaire par le plongeur). Il est vivement conseillé de n'avoir qu'un seul fil principal par galerie et de nettoyer systématiquement les anciens fils et les débris de fils partiellement arrachés par les crues afin de ne pas s'y emmêler. En cas de branchement avec possibilité de boucles entre galeries, le plongeur doit être particulièrement vigilant au sens et à la direction de la sortie. L'équipement du plongeur doit être conçu et simplifié de façon à ne pas s'emmêler trop facilement avec le fil.  
Le nom provient de la princesse Ariane de la mythologie grecque, dont le fil sauva Thésée dans le Labyrinthe.